# Ayn al-Niser
Ayn al-Niser (tiếng Ả Rập: عين النسر, cũng đánh vần Ain al-Nisr hoặc Ayni-Nasir) là một thị trấn ở miền trung Syria, một phần hành chính của Tỉnh Homs, nằm ở phía đông bắc của Homs. Các địa phương lân cận bao gồm al-Mishirfeh ở phía tây, Ayn al-Dananir ở phía tây bắc, Izz al-Din ở phía bắc, al-Mukharram al-Fawqani ở phía đông và Umm al-Amad ở phía đông nam.
Theo Cục Thống kê Trung ương (CBS), Ayn al-Niser có dân số 604 trong cuộc điều tra dân số năm 2004. Đây là trung tâm hành chính và là địa phương lớn thứ 11 của Ayn al-Niser nahiyah ("cấp dưới") bao gồm 16 địa phương với dân số tập thể là 30.267. Những cư dân của làng là đồng bào dân tộc Circassians từ Shapsugh, Kabardian và Bzhedug bộ lạc.